# Charlotte Andrews Stephens

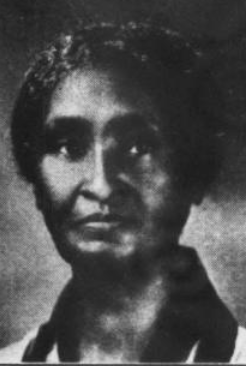
Charlotte Andrews Stephens, 1924

Charlotte „Lottie“ Andrews Stephens (* 1854 in Little Rock, Arkansas; † 17. Dezember 1951 ebenda) war die erste afroamerikanische Lehrerin im Schuldistrikt Little Rock.

## Leben
Lottie Stephens wurde als Tochter von William Wallace Andrews, einem Sklaven des Senators Chester Ashley, und Caroline Williams Andrews, einer Sklavin der Familie Noah Badgett, geboren. Ihr Vater arbeitete als Zimmermann und Möbeltischler und war seit 1854 Lehrer und Minister der Methodistenkongregation Wesley Chapel. Als Little Rock während des Bürgerkrieges 1863 von den Unionstruppen besetzt wurden, erhielten alle Sklaven die Freiheit, und William Andrews gründete in der Kirche eine private Schule für diese befreiten Sklaven.
1867 gründeten die Quäker eine Schule in Little Rock, die auch Lottie Stephens besuchte. Zwei Jahre später begann sie hier, in Vertretung ihrer eigenen erkrankten Lehrerin, ihre Lehrtätigkeit, die 70 Jahre währen sollte. Nach einem Jahr ging sie an das Oberlin College, das schwarze Schüler akzeptierte, und studierte dort mit Unterbrechungen bis 1873 Latein, Geometrie, römische Geschichte, Musik, Englisch und Bibelkunde. Ab 1873 unterrichtete sie wieder in Little Rock und wurde hier 1877 Leiterin der Capitol Hill School. Im gleichen Jahr heiratete sie John Herbert Stephens, mit dem sie acht Kinder bekam.
Stephens wurde Mitglied der Woman’s Christian Temperance Union, des Federated Women’s Club, des Bay View Reading Club und der Young Women’s Christian Association. Ihr hervorragender Ruf als Lehrerin und Schulleiterin brachte ihr Angebote u. a. vom Philander Smith College in Little Rock und der University of Arkansas, die sie jedoch sämtlich ablehnte. Von 1929 bis zu ihrem Ausscheiden 1939 war sie Bibliothekarin und Lehrerin an einer High School. In ihrer Zeit als Elementarschullehrerin gab sie der späteren Komponistin Florence Price Klavierunterricht. Die Schule für Farbige in Little Rock wurde 1909 nach ihr Stephens Elementary School benannt, ebenso 1950 und 2001 modernisierte Neubauten der Schule.